# Liselund Slot
Liselund Slot med den omkringliggende have er et romantisk anlæg med lysthuse, småbygninger og havemonumenter, som ligger ved landsbyen Liselund i Magleby Sogn på Møn.

## Forhistorie
Hele Møn var fra gammel tid krongods, men i 1777 havde den fransk-hollandske huguenotfamilie de la Calmette erhvervet herregården Marienborg på den sydlige del af øen. Gården havde dog ikke nogen anselig hovedbygning. Da Antoine Bosc de la Calmette (1752-1803) i 1783 havde fået en amtmandspost på Møn, købte han samme år den nordligste del af Klinteskoven med Sømarkegaard. Her ville han skabe en eremitage, et landsted, i tidens romantiske stil. Stedet blev opkaldt efter hans hustru Anna Catharina Elisabeth Iselin (1759-1805), kaldet Lisa og datter af baron Reinhard Iselin. Resultatet af parrets bestræbelser blev det nok mest fuldendte eksempel på den romantiske havekunst i Danmark.

## Anlægget
Inspirationen til anlægget var nok især indtryk fra Antoine og Lise de la Calmettes store rejse til Tyskland og Schweiz i årene 1790-91. Parret var velorienterede inden for tidens havekunst, og ved hjælp af dygtige arkitekter og håndværkere fik de udformet anlægget. Til en romantisk have hørte både lysthuse og monumenter. Omgivelserne blev regulerede og kunne udnytte den naturligt kuperede karakter. Der blev udgravet kunstige søer med en ø med monumenter og mindesten. Og rislende bække, dæmninger, broer, vandfald, bondehuse, ruiner m.m. Alt sammen for at skabe illusionen om et jordisk paradis. Et simpelt liv på landet, men dog nok med en kosmopolitisk tilgang: bondehusene kom til at hedde Norske hus og Schweizerhytten. Ligeledes opførtes den kinesiske havepavillon China, samt et badehus og kapel.
En stor del af parken forsvandt ved et jordskred i 1905, bl.a. kapellet og badehuset. Velbevaret til i dag er dog anlæggets centrum, det lille lystslot, i dag kaldet Liselund Gammel Slot.

## Liselund Gammel Slot
Det lille lystslot er anlæggets største bygning, men stadigvæk beskedent i størrelse. Huset var beregnet til Antoine og Lise de la Calmettes ophold på Liselund og ligger sydligt i haven med udsigt over anlægget, men samtidig i læ af en høj bakke ned mod stranden. Lystslottet er opført i nyklassicistisk stil i 1792 af arkitekt Andreas Kirkerup. Kirkerup underskrev et overslag til projektet den 19. februar 1790. De velbevarede interiører er formentlig udsmykket og møbleret af tidens førende interiørarkitekt, hofdekoratør Joseph Christian Lillie. Det var Lillies sidste indsats i Danmark, før han i 1798 gik konkurs og flygtede til Lübeck for at undgå gældsfængsel.
Bygningen er T-formet i én etage med en lille kælder under. Adgangen til hovedlængen sker ad en lav trappe. Her er en indgangssal, hvor der til hver side ligger smallere stadsstuer og mindre stuer. T'ets fod rummer en stor spisesal, hvorfra der via franske døre er adgang til en udvendig søjlegang. Under stråtaget findes et antal små velindrettede værelser til overnattende gæster. Søjlerne har ikke kapitæler, men er helt enkle uden pynt.

## Slottets indretning
Lystslottets rum har alle nyklassicismens spinkle dekorationer og sarte farvevalg. Hovedparten af inventaret stammer fra Calmettes indretning. Havesalen ligger bag søjlefronten og åbner sig gennem tre glasdøre mod haven. Her hænger de såkaldte Liselundspejle, ovale spejle ophængt i spinkle ranker og bånd. Rummets bagvæg har ovnnicher i hjørnerne. I den ene står en norsk fedtstensovn og i den anden en attrap af træ. Formålet med en falsk ovn var at opretholde den symmetri i rummet, der var så vigtig i nyklassicismens interiørkunst. Spisesalen ligger mod syd og har glasdøre til hele tre sider. Væggene med pilastre er nu marmorerede, men har oprindeligt været bemalet med skovmotiver. Bordet og de mange hvidmalede stole hører til Calmettes oprindelige inventar og er utvivlsomt udført på Lillies værksted.

## Liselund i 1800-tallet
Anlægget og slottet stod færdigt 1795. Parret fik dog ikke lang tids glæde af deres herlige fristed. Calmette døde allerede 1803 og Lise to år senere. Sønnen, kammerherre Charles de Bosc de la Calmette (1781-1820), blev i 1810 gift med Martha Mackeprang (1788-1877). De fik ingen børn, og efter hans død som fallent blev Liselund solgt til vennen Frederik Raben-Levetzau-Huitfeldt og dennes hustru Emerentia Rosenkrantz-Huitfeldt. De lod kammerherreinde Calmette blive boende som enke på Liselund så længe hun levede. Hun havde nogle af Guldalderens største navne, Oehlenschläger, H.C. Andersen og Thorvaldsen, som gæster her. I 1843 arvede baron Gottlob Rosenkrantz Liselund, og han holdt sin onkel og tantes løfte til Martha Calmette. Da kammerherreinden døde 91 år gammel i 1877 rykkede familien Rosenkrantz ind på slottet. Det viste sig hurtigt, at det lille lystslot var for upraktisk, hvorfor den næste ejer, baron Fritz Rosenkrantz og baronesse Oluffa Krabbe 1886-87 fik opført Liselund Ny Slot ved den københavnske arkitekt Philip Smidth. Det nye slot er hvidpudset, opført i to etager med midtertårn i en stil inspireret af franske slotte og er nærmest en forløber for palæstilen. I det indre har lofterne dekorationsmalerier.
Liselund gammel Slot blev nu indrettet som sommerbolig, især for kunstnere og malere. Blandt de logerende kan nævnes Alexander Wilde, Georg Achen og Peter Ilsted.
I 1920 blev godset overtaget af baron Erik Rosenkrantz (1884-1959), søn af Fritz Rosenkrantz.

## Indflydelse på eftertiden
Liselund blev for alvor genopdaget i kunsthistorien omkring 1. verdenskrig. I 1918 udgav Louis Bobé og Christian Axel Jensen en betydningsfuld bog om slottet og anlægget, som også rummede opmålinger af stedets huse udført i regi af Foreningen af 3. December 1892. På det tidspunkt var nyklassicismen allerede i sin vorden, og Liselundbogen gav en romantisk impuls til bevægelsen, som især satte sig spor i villabyggeriet, især i Niels Rosenkjær og Therkel Hjejles landhuse. Indflydelsen nåede også til Sverige, hvor Gunnar Asplunds Skogskapellet har direkte referencer til Liselund.
I 1918, da Bygningsfredningsloven blev vedtaget, blev Liselund fredet med alle bygninger og monumenter. Fredningen blev udvidet i 1960.

## Liselund under Besættelsen
Under Besættelsen spillede Liselund en nøglerolle som afskibningssted for frihedskæmpere, der skulle bringes i sikkerhed i Sverige, og blev senere et knudepunkt for transporterne ved redningen af de danske jøder i oktober 1943. Den 10. oktober 1943 ransagede Gestapo godset, men uden at finde de ventende passagerer. Baron Niels Rosenkrantz var sjælen bag dette, idet han umiddelbart efter besættelsen oprettede en modstandsruppe tilknyttet Studenternes Efterretningstjeneste.
Niels Rosenkrantz overtog godset i 1956, tre år før faderens død. I 1970 overlod han det til sin søn.

## Liselund i dag
Det viste sig tidligt, at arbejdet med at vedligeholde og bevare Liselund med slottet og parken var meget bekosteligt. Baron Erik Rosenkrantz valgte i 1938, mod en beskeden årlig leje, uopsigeligt at overlade de gamle bygninger og parken til en institution, der ville drive og vedligeholde stedet samt give publikum adgang dertil. Institutionen "Liselund gammel Slot" under Undervisningsministeriet blev stiftet samme år. På trods af betydelig imødekommenhed i mere end 60 år fra private fonde, og uanset offentlige driftstilskud fra såvel staten som lokale myndigheder, havde bestyrelsen for Liselund vanskeligt ved at få driften til at hænge sammen. Det medførte en gradvis nedslidning af bygninger og haveanlæggets historiske idé. I 2005 blev slottet og parken erhvervet af Kulturministeriet ved hjælp af store donationer fra fonde. Ministeriet har overdraget ejerskabet og vedligeholdelsen af de historiske anlæg til Nationalmuseet. Arealerne omkring Liselund Park ejes af Naturstyrelsen.
Liselund Gods med tilhørende 292 hektar jord ejes fortsat af baron Niels Henrik Rosenkrantz.
Liselund Ny Slot, der i 1960'erne blev omdannet til lejrskole og vandrerhjem, blev 1980 frasolgt godset og drives som hotel. I 1990 blev også dette slot fredet.

## Ejere af Liselund
- (1636-1783) Kronen
- (1783-1803) Pierre Antoine Gérard Bosc de la Calmette
- (1803-1820) Charles Reinhard Bosc de la Calmette
- (1820-1843) Frederik Raben-Levetzau-Huitfeldt
- (1843-1884) Gottlob Emilius Georg Friedrich baron Rosenkrantz
- (1884-1920) Fritz Iver Verner Christian baron Rosenkrantz
- (1920-1956) Erik Gotlob Fritz Krabbe baron Rosenkrantz
- (1956-1970) Niels Oluf Fritz Hermann baron Rosenkrantz
- (1970-2005) Niels-Henrik baron Rosenkrantz (siden 2005 kun godset)

Liselund Gammel Slot
- (2005-) Nationalmuseet

Liselund Ny Slot
- (1980-1989) Staten
- (1989-) Krista & Steffen Steffensen